# Pinheyschna
Pinheyschna là một chi chuồn chuồn trong họ Aeshnidae.

## Các loài
- Pinheyschna meruensis Sjöstedt, 1909
- Pinheyschna moori Pinhey, 1981
- Pinheyschna rileyi Calvert, 1892
- Pinheyschna subpupillata McLachlan, 1896
- Pinheyschna yemenensis Waterston, 1985